# Давутпаша
„Давутпаша“ (на турски: Davutpaşa) е квартал на Истанбул, разположен в околия Есенлер. Общата му площ е 0,21 км2. Според данни на Адресната система за регистриране на населението (ABPRS) към 2023 г. населението на „Давутпаша“ е 15 757 жители.